# Геркулес (самосвал)
KAMAZ-6561 («Геркулес») — российский крупнотоннажный грузовой электромобиль с сочленённой конструкцией шасси и капотной компоновкой, выпускаемый ПАО «КАМАЗ» с июня 2021 года.

## Описание
Серийно автомобиль производится с июня 2021 года. Он предназначается для перевозки сыпучих грузов как по асфальту, так и по бездорожью. Также автомобиль применяется для добычи полезных ископаемых и при разработке карьерных месторождений и шахт, для чего на борту установлена система ADAS 5 уровня, которая обеспечивает автономное движение. Кроме режима дистанционного управления, автомобиль также эксплуатируется с участием водителя в кабине.
Автомобиль не требует подзарядки от зарядной станции, поскольку двигатель внутреннего сгорания приводит в действие генератор постоянного тока, придающий энергию тяговому электродвигателю и заряд аккумулятору. Энергия автомобиля прибавляется за счёт торможения при спуске. Расход топлива — 15 %.
Кабина оборудована карпьютером, монитором, кнопками переключения режима движения и разгрузки, а также каркасом, предотвращающим опрокидывание транспортного средства. Для помощи водителю автомобиль оборудован сенсорами, радарами, лидарами и видеокамерами.
С 2024 года планируется выпуск модификации с дизельным двигателем внутреннего сгорания KAMAZ-6558.